# De voornaamste plaats aan tafel
De voornaamste plaats aan tafel of De vermaning tot ootmoed is een vermaning die door Jezus uitgesproken werd en staat in Lucas 14:7-14.

## Inhoud
Jezus kwam op een sjabbat in het huis van een vooraanstaande farizeeër, waar hij voor een maaltijd was uitgenodigd. Jezus zag dat de genodigden allemaal de beste plekken kozen. Hij zei toen tegen hen: 'Als iemand je heeft uitgenodigd voor een bruiloft, pak dan niet direct de ereplaats, want als er dan een belangrijker iemand komt, zal jij moeten opstaan om plaats te maken voor de ander. Je moet dan beschaamd de minste plaats innemen. Neem juist de minste plaats. De gastheer zal je dan uitnodigen dichterbij te komen aanliggen, waardoor je eer wordt betoond terwijl iedereen het ziet.'

## Interpretatie
Mogelijk is deze vermaning gebaseerd op Spreuken 18:12:
Wie zichzelf in de hoogte steekt, komt ten val, bescheidenheid gaat aan eerbetoon vooraf.
De vermaning wordt meestal gezien als een aansporing jezelf niet op een voetstuk te zetten. Je moet jezelf op de achtergrond houden, zodat als je uitgenodigd wordt meer op de voorgrond te komen je dat tot eer zal zijn.